# The Veterans
 (août 2020).
Pour les articles homonymes, voir Vétéran.
The Veterans est un duo rock pop belge, composé de Gus Roan et Marc Malyster, qui sont également apparus en tant que producteurs et auteurs-compositeurs. Ils sortent leur premier album en 1979: There Ain't No Age for Rock 'n' Roll du. Le single a atteint les charts allemands et l'Ö3 Austria Top 40 en 1980. When Bruce Is on the Booze, tiré du même album, n'a pas été classé. En 1981, The Veterans a sorti un deuxième album éponyme, qui a été largement ignoré. Seul le single I'm Jogging a pu se placer dans les charts belges. 

## Discographie

### Les albums
- 1979: There Ain’t No Age for Rock ’n’ Roll (Lark Records / Gold Records)
- 1981: The Veterans (Lark Records)

### Singles
- 1979: There Ain’t No Age for Rock ’n’ Roll
- 1980: When Bruce Is on the Booze
- 1980: I’m Jogging
- 1981: Funky Freak
- 1982: I’m a Disco Freak